# Nestor Amaral
Nestor Amaral (São Paulo, 16 de setembro de 1913 - Los Angeles, 26 de fevereiro de 1962) foi um musicista, compositor e cantor brasileiro.

## Biografia
Nestor Amaral foi um músico brasileiro que se destacou na Argentina e fez parte do Bando da Lua, substituindo Aníbal Augusto Sardinha. Ele acompanhou Carmen Miranda em sua turnê nos Estados Unidos no início da década de 1940.
Amaral apareceu em vários filmes, como Week-End in Havana (1941), Springtime in the Rockies (1942), The Gang's All Here (1943) e Copacabana (1947). Em 1943, ele interpreta a canção de abertura "Aquarela do Brasil" no filme The Gang's All Here, estrelado por Carmen Miranda. Ele também contribuiu para a trilha sonora do filme Você Já Foi a Bahia?, onde interpretou a versão em inglês da canção "Na Baixa do Sapateiro", de Ary Barroso.
Outras participações notáveis incluem A Song Is Born, ao lado de Danny Kaye e Virginia Mayo, e Romance on the High Seas (1948), onde cantou "It's Magic" com Doris Day, canção indicada ao Oscar de Melhor Canção Original.
Em 1957, lançou o álbum Holiday in Brazil, creditado como Nestor Amaral and His Continentals.
Nestor Amaral faleceu em 26 de fevereiro de 1962, vítima de um infarto, e foi sepultado em Los Angeles, Califórnia.

## Vida pessoal
Nestor Amaral, irmão do cantor paulista Roberto Amaral, estabeleceu-se definitivamente nos Estados Unidos, onde nasceu seu filho, o produtor de designer Roy Alan Amaral, em 25 de setembro de 1950.

## Filmografia
| Ano  | Título                      | Creditado como                                 |
| ---- | --------------------------- | ---------------------------------------------- |
| 1941 | Aconteceu em Havana         | como Bando da Lua                              |
| 1942 | Minha Secretária Brasileira | como Bando da Lua                              |
| 1943 | Entre a Loura e a Morena    | Abertura: Aquarela do Brasil como Bando da Lua |
| 1944 | Sing With The Stars         | Curta-metragem, como Bando da Lua              |
| 1944 | Você já foi à Bahia?        | Voz: Na Baixa do Sapateiro                     |
| 1944 | Serenata Boêmia             | como Bando da Lua                              |
| 1947 | Copacabana                  | como Bando da Lua                              |
| 1948 | A Canção Prometida          | The Brazilians (Cariocas Boy)                  |
| 1948 | Romance em Alto-Mar         | Performance: It's Magic                        |